# Novembre 1831

## Événements

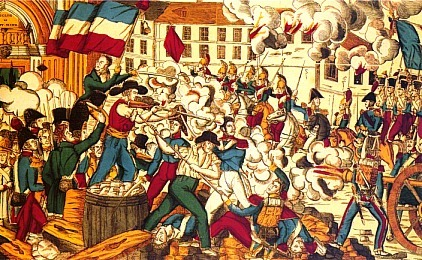
Révolte des Canuts - Lyon 1831

- 5 au 6 novembre, France : vol du trésor de Childéric Ier (80 kg de bijoux en or) à la Bibliothèque royale[1]. Une petite partie sera retrouvée les jours suivants dans la Seine.

- 7 novembre, France : à la prison de Clairvaux, Claude Gueux tue à coups de hache Delacelle, le gardien-chef.

- 10 novembre, France : les fabricants lyonnais refusent d'appliquer le tarif préfectoral. Grève des canuts.

- 19 novembre, France :
  - condamnation de Philipon à six mois de prison et à 2 000 francs d'amende pour avoir donné à Louis-Philippe l'aspect d'une poire dans La Caricature;
  - nomination d’une fournée de 36 pairs viagers parmi lesquels les généraux Drouot, Drouet d'Erlon, Mathieu Dumas, Exelmans, Flahaut, Pajol, Ségur, l’amiral Jacob, Maret, duc de Bassano, Alexandre de La Rochefoucauld, Pierre-Marie Taillepied de Bondy, le prince de la Moskova.
  - Dissolution de la fédération de Grande Colombie

- 20 - 22 novembre, France : début des émeutes de Lyon.

- 21 novembre - 9 décembre : révolte des Canuts à Lyon :
  - 23 novembre : le général Roguet, commandant la garnison de Lyon, fait évacuer la ville par la troupe. Le maire de Lyon, Prunelle, quitte également la ville.
  - 25 novembre : communication de Casimir Perier à la Chambre des députés pour annoncer les mesures prises afin de rétablir l’ordre à Lyon. Le maréchal Soult et le duc d’Orléans prennent la tête d’une armée de 20 000 hommes pour reconquérir la ville.
  - 30 novembre : première convention sur le doit de visite réciproque des navires français et britanniques signée entre les deux pays, complétée en 1833.

- 30 novembre : (ou 1er décembre) publication, chez Renduel, des Feuilles d'automne.

## Naissances
- 19 novembre : 
  - James Garfield, président des États-Unis.
  - José Evaristo Uriburu (mort le 23 octobre 1914), homme politique argentin
- 27 novembre : Gustav Radde, explorateur et naturaliste allemand († 2 mars 1903).

## Décès
- 13 novembre : Hegel, philosophe.
- 16 novembre :
  - René Desfontaines, botaniste français (° 1750).
  - Carl Gottlieb von Clausewitz, général prussien, père de la stratégie moderne.
- 19 novembre : 
  - Lodewijk van Heeckeren van de Cloese (né le 6 septembre 1768), homme politique néerlandais
  - Guillaume-Jean Favard de Langlade (né le 3 avril 1762), homme politique français